# Unité urbaine de Saint-Quentin
L'unité urbaine de Saint-Quentin  est une unité urbaine française centrée sur Saint-Quentin, une des sous-préfectures du département de l'Aisne au cœur de la première agglomération urbaine du département.

## Situation géographique
L'unité urbaine de Saint-Quentin est située dans le nord-ouest du département de l'Aisne, dans la région historique du Vermandois où Saint-Quentin en est le centre principal, étant même surnommée la capitale de la Haute-Picardie. Elle est située actuellement dans la région Hauts-de-France, au sud de l'ancienne région administrative Nord-Pas-de-Calais et à l'ouest de la Thiérache, autre région historique de l'ancienne région administrative Picardie.
La ville de Saint-Quentin qui est le centre urbain principal de l'agglomération s'étend dans la vallée de la Somme et est traversée par le canal de Saint-Quentin.
Étant située à l'entrée du seuil du Vermandois, la ville et son agglomération disposent d'une position géographique des plus favorables lui permettant de jouer un rôle important de carrefour de grandes voies de communication routières entre Paris, Amiens, Reims, Lille et Bruxelles, et autoroutières avec deux autoroutes, l'A26 (dite « autoroute des Anglais ») allant vers Arras, Lille et Calais d'une part et vers Reims d'autre part, puis de l'A29 qui relie Saint-Quentin à Amiens et Le Havre.
Saint-Quentin se trouve à 150 km au nord-est de Paris.

## Données générales
Dans le zonage réalisé par l'Insee en 1999, l'unité urbaine était composée de sept communes, toutes situées dans le département de l'Aisne, plus précisément dans l'arrondissement de Saint-Quentin.
En 2010, l'unité urbaine était composée de six communes, celle de Neuville-Saint-Amand ayant été retranchée du périmètre.
En 2020, à la suite d'un nouveau zonage, elle est composée des six mêmes communes.
En 2022, avec 62 145 habitants, elle constitue la première unité urbaine du département de l'Aisne, se classant avant les unités urbaines de Soissons (2e rang départemental) et de Laon (3e rang départemental) bien que cette dernière en soit la préfecture, et occupe le 15e rang dans la région Hauts-de-France.
En 2022, sa densité de population qui s'élève à 1 261 hab/km² en fait une unité urbaine très densément peuplée dans le département de l'Aisne. Par sa superficie, elle ne représente que 0,67 % du territoire départemental mais, par sa population, elle regroupe 11,82 % de la population du département de l'Aisne en 2022.
Les six communes qui composent l'unité urbaine de Saint-Quentin font partie de la communauté d'agglomération du Saint-Quentinois qui regroupe trente-neuf communes.

## Composition 2020 de l'unité urbaine
Elle est composée des six communes suivantes :
| Nom                          | Code Insee | Département | Statut       | Superficie (km2) | Population (dernière pop. légale) | Densité (hab./km2) | Modifier                                    |
| ---------------------------- | ---------- | ----------- | ------------ | ---------------- | --------------------------------- | ------------------ | ------------------------------------------- |
| Saint-Quentin (ville-centre) | 02691      | Aisne       | ville-centre | 22,56            | 52 995 (2022)                     | 2 349              | modifier les données · modifier les données |
| Dallon                       | 02257      | Aisne       | banlieue     | 5,81             | 431 (2022)                        | 74                 | modifier les données · modifier les données |
| Fayet                        | 02303      | Aisne       | banlieue     | 5,86             | 711 (2022)                        | 121                | modifier les données · modifier les données |
| Gauchy                       | 02340      | Aisne       | banlieue     | 6,24             | 5 197 (2022)                      | 833                | modifier les données · modifier les données |
| Grugies                      | 02359      | Aisne       | banlieue     | 5,08             | 1 248 (2022)                      | 246                | modifier les données · modifier les données |
| Harly                        | 02371      | Aisne       | banlieue     | 3,76             | 1 563 (2022)                      | 416                | modifier les données · modifier les données |

## Évolution démographique
| 1968   | 1975   | 1982   | 1990   | 1999   | 2006   | 2011   | 2016   | 2022   |
| ------ | ------ | ------ | ------ | ------ | ------ | ------ | ------ | ------ |
| 71 267 | 76 029 | 72 925 | 70 197 | 68 379 | 66 066 | 65 552 | 63 810 | 62 145 |

L'unité urbaine de Saint-Quentin affiche une évolution démographique négative depuis 1975 après avoir enregistré une forte croissance entre 1968 et 1975.

#### Données générales
- Unité urbaine en France
- Aire d'attraction d'une ville
- Liste des unités urbaines de France

#### Données démographiques en rapport avec l'unité urbaine de Saint-Quentin
- Aire d'attraction de Saint-Quentin
- Arrondissement de Saint-Quentin

#### Données démographiques en rapport avec le département de l'Aisne
- Démographie de l'Aisne